# 林华鼠尾草
林华鼠尾草（学名：Salvia hylocharis）是唇形科鼠尾草属的植物，为中国的特有植物。分布于中国大陆的云南等地，生长于海拔2,800米至3,600米的地区，多生于草坡、草丛或林缘。

## 变种
- 单序林华鼠尾草（学名：Salvia hylocharis var. subsimplex），分布在中国大陆的西藏等地，生长于海拔4,000米的地区，一般生长在山地沟边。